# Miguel García de la Herrán
Miguel García de la Herrán y Martínez (San Fernando, 28 de enero de 1880-Madrid, 20 de julio de 1936) fue un militar e ingeniero español. Tras el golpe de Estado de julio de 1936, estaba a cargo del Unidades del Cantón de Carabanchel con el cargo de general de brigada, siendo uno de los generales involucrados en la sublevación en Madrid. Al mando de un millar de hombres, intentó conectar mediante un convoy de refuerzo con el Cuartel de la Montaña cuando, en un encontronazo con milicianos, fue muerto por herida de bala.

## Biografía
Ingresó como cadete en la Academia de Guadalajara en 1895, y fue 2.º teniente por haber terminado los estudios reglamentarios. En 1899 pasó a ser 1.er teniente, acabando su formación en el año 1899 con el grado de teniente. En 1905 ostentaba el empleo de capitán por antigüedad. Destinado a Melilla, participa en 1910 en diversas operaciones militares. Fue comandante de ingenieros por méritos de guerra en 1913, y teniente coronel por antigüedad en 1923. En la provincia de Larache ordena y supervisa la construcción de un puente permanente sobre el río Lucus. Ganó experiencia militar en 1924 participando en diversas acciones de guerra en la zona de Melilla. Fue un mando en el desembarco de Alhucemas y, más tarde, ascendido a coronel por méritos de guerra, llevó a cabo una intensa labor en la mejora y mantenimiento de la red de comunicaciones del Protectorado. Ya en la península ibérica y en la época de la dictadura de Primo de Rivera, solicitó el pase a la reserva. Careció de mando desde el 3 de enero de 1931 y 1936.
Apoyó activamente al general Sanjurjo durante la denominada "Sanjurjada" del 10 de agosto de 1932, y fue condenado a cadena perpetua, siendo trasladado junto con Sanjurjo a las prisiones militares de Madrid en agosto de ese mismo año, aunque sería amnistiado durante el gobierno de Lerroux. Cuando se produjo la sublevación militar, se le encargó el mando de las unidades acantonadas en Carabanchel, aunque cayó abatido en un confuso tiroteo durante la operación de conexión con el Cuartel de la Montaña (bajo el mando del general Fanjul).  